# Мюдовка
Мюдовка (укр. Мюдівка) — село в Кетрисановской сельской общине Кропивницкого района Кировоградской области Украины.
До 2020 года входило в Бобринецкий район
Население по переписи 2001 года составляло 78 человек. Почтовый индекс — 27216. Телефонный код — 5257. Занимает площадь 0,2 км². Код КОАТУУ — 3520887003.